# Будинарці
Буди́нарці (мак. Будинарци) — село у Північній Македонії, яке входить до общини Берово, що в Східному регіоні країни.
Громада складається з — 682 осіб (перепис 2002): 681 македонців і 1 серб. Село розкинулося в гірській місцевості (середні висоти — 848 метрів) в історико-географічної області Мелешево.